# John Byrne
John Lindley Byrne (Walsall, 1950. július 6. –) amerikai képregényrajzoló és író.
John Byrne az 1970-es évek közepétől szinte minden jelentős amerikai szuperhős képregényszereplőn dolgozott, de legismertebb munkái közé a Marvel Comics Uncanny X-Men és Fantastic Four sorozatai tartoznak. Az ő nevéhez fűződik a DC Comics egyik leghíresebb hősének, Supermannek 1986-os újraindított sorozata. Saját sorozatai közé tartoznak a Next Men és a Danger Unlimited című képregények.

## Magyarul megjelent művei
- Földre szállt angyal; szöveg, rajz John Byrne; in: Aliens. Üvegfolyosó és egyéb történetek; ford. Uray Márton; Cartaphilus, Bp., 2009
- A pusztítás magja; ötlet, rajz Mike Mignola, szöveg John Byrne, ford. Bárány Ferenc; Cartaphilus, Bp., 2010 (Hellboy)
- A pusztítás magja; ötlet, rajz Mike Mignola, szöveg John Byrne, ford. Bárány Ferenc, Galamb Zoltán, átdolg. Rusznyák Csaba; Vad Virágok, Újhartyán, 2018 (Hellboy, 1.)
  - Szent Auguszt farkasai
  - A leláncolt koporsó
- X-men. Sötét főnix; Chris Claremont, Dave Cockrum, John Byrne alapján Stuart Moore, ford. Oszlánszky Zsolt; Szukits, Szeged, 2019 (Nagy Marvel regénysorozat, 6.)
- X-men. Mutánsok genezise; szöveg Chris Claremont, John Byrne, Scott Lobdell, rajz Jim Lee, ford. Pusztai Dániel; Fumax, Bp., 2022
- Ez a föld az enyém!; szöveg, rajz John Byrne, ford. Takács Ferenc; Tálosiné Kiss Teodóra, Pécel, 2022 (Fantasztikus négyes)
- Vissza az alapokhoz; szöveg, rajz John Byrne, ford. Takács Ferenc; Tálosiné Kiss Teodóra, Pécel, 2022 (Fantasztikus négyes)
- Töredékek; szöveg, rajz John Byrne, ford. Rusznyák Csaba; Tálosiné Kiss Teodóra, Pécel, 2023 (Fantasztikus négyes)
- Irány a negatív zóna!; szöveg, rajz John Byrne, ford. Rusznyák Csaba; Tálosiné Kiss Teodóra, Pécel, 2023 (Fantasztikus négyes)
- Reed Richards pere; szöveg, rajz John Byrne, ford. Rusznyák Csaba, Takács Ferenc; Tálosiné Kiss Teodóra, Pécel, 2024 (Fantasztikus négyes)